# Alessandro Poglietti
Alessandro Poglietti (první polovina 17. století - červenec 1683 u Vídně) byl barokní varhaník a hudební skladatel, jehož původ se zatím s konečnou platností nepodařilo osvětlit.

## Život
Nejpozději od roku 1661 působil jako varhaník nejprve u jezuitů, od středních let až do své smrti jako komorní a dvorní varhaník na císařském dvoře za Leopolda I. Pro domněnku, že Poglietti pocházel z Toskánska, nejsou doklady. Některé náznaky ukazují, navzdory jeho italskému jménu, na místo narození na Moravě, jak psal Johann Gottfried Walther 1736 ve svém Hudebním lexikonu: Musel to být Němec. Zdá se, že na dvoře, stejně jako ve vzdálenějším okolí, hlavně v Kroměříži a Kremsmünsteru se těšil společenské vážnosti v nevšední míře díky jeho zvukomalebným zhudebněním.
Na útěku z druhého obléhání Vídně Turky byl v červenci 1683 zabit nepřáteli a jeho rodina byla zajata.

## Dílo
Skládal převážně pro klávesové nástroje, vedle toho se dochovalo několik skladeb pro kapelu a sbor, jakož i teoretický spis „Compendium“. Rossignolo byla široce zaměřená suitu, včetně tokáty, ricercara, variací a capriccií, stejně tak jeho sbírka dvanácti přísně kontrapunktických ricercar. Příklady jeho zvukomalebných skladeb pro cembalo jsou Toccatina sopra la Rebellione di Ungheria (1671), Toccata fatta sopra Cassed di Filipsburgo (1676) a Capricietto sopra il cucu 'Il Rossignolo' (1677).
Byl nositelem Řádu zlaté ostruhy. Po jeho smrti byla šířeji přijímána zvláště jeho kontrapunktická díla.